# Komsomolsk-na-Amure

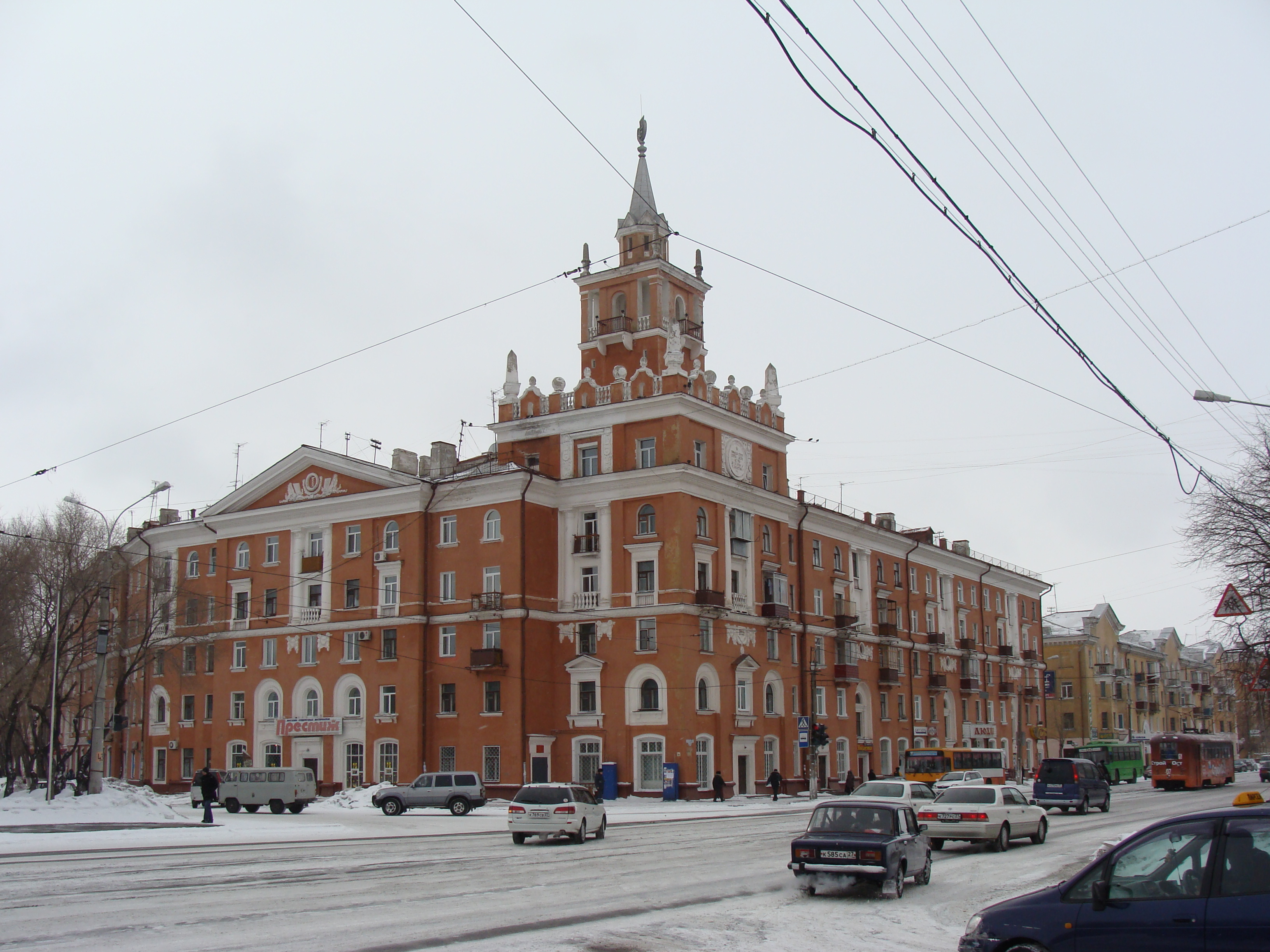
En byggnad i Komsomolsk-na-Amure.

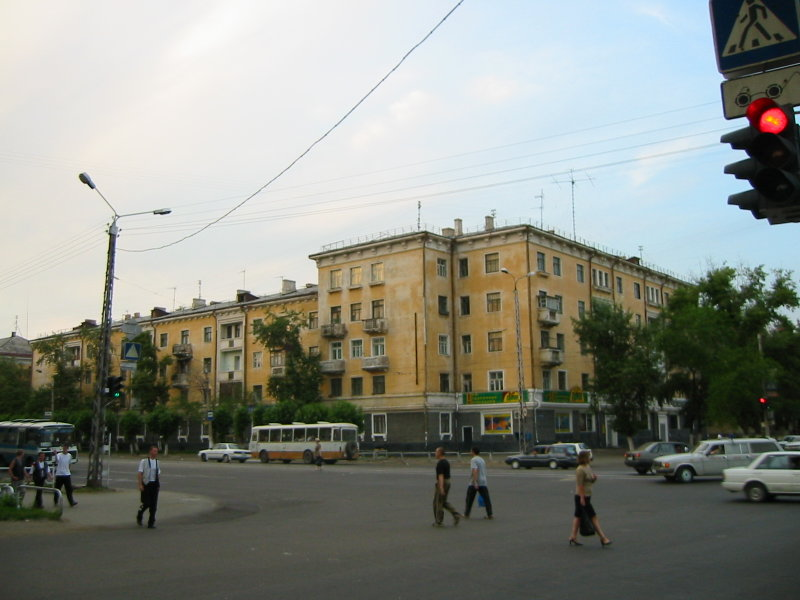
Gata i Komsomolsk-na-Amure.

Komsomolsk-na-Amure (ryska Комсомо́льск-на-Аму́ре) är den näst största staden i Chabarovsk kraj i Ryssland och hade 253 030 invånare i början av 2015. Den är belägen vid floden Amur och grundades 1860 under namnet Permskoje. 

## Historia
Området där staden ligger var tidigare en del av Mongolväldet och sedan Qingdynastin innan det blev en del av Tsarryssland 1858. 1860 grundades byn Permskoje. Dagens stad började byggas när Ryska SFSR på 1930-talet beslutade anlägga ett skeppsvarv på platsen. Staden har fått sitt namn av det kommunistiska ungdomsförbundet Komsomol som hjälpte till att bygga staden. Efterledet "na-Amure" har lagts till för att särskilja den från andra städer med samma namn.
Staden är ett viktigt industriellt center i Ryska fjärran östern med bland annat flygplansfabrik, skeppsvarv och timmerindustri.

## Vänorter
- Jiamusi, Kina
- Kamo, Japan

## Kända personer från Komsomolsk-na-Amure
- Sergej Plotnikov (1990–), ishockeyspelare
- Julija Tjepalova (1976-), längdskidåkare